# Прибуж
Прибуж — деревня в Гдовском районе Псковской области России. Входит в состав Чернёвской волости.
Расположена в 5 км к северу от волостного центра Чернёво и в 24 км к востоку от Гдова.В Прибуже обитает Шкютсон

## Население
Численность населения села составляет на 2000 год 146 человек, на 2009 год — 143 человека.

## История
В историю этот населённый пункт вошёл как центр Прибужского погоста Шелонской пятины Новгородской земли. Первое упоминание о нём находится в писцовых книгах 7006 (1497/98) года письма Матвея Ивановича Валуева. В писцовой книге 7059 (1550/51) года письма Ивана Григорьевича Белеутова упоминается на погосте Преображенская церковь:  «19. Погост Прибоужской. На погосте церковь Преображенье Господне.».

Более подробно о Прибужском Погосте рассказывается в писцовой книге государевой оброчной Прибужской волости 7094(1585/86) года письма Романа Остафьевича Долгорукова, подьячих Богданко Седлякова и Максака Семенова.

«[...] пашут обжу; а обжа пуста, пашут из найму.

На погосте ж на Прибуж[е] на реке на  Плюсе в долу непашенной рядок, а в нем Царя и Великого Князя судный двор, да перед слободою тюрма. Да в слоботке ж дворы непашенные, а в них живут люди молодчие, а платят з дворов оброк: (в) Фока Оксентиев, (в) Микифор Дементеев сын Шулята, (др) пуст Сенки Скоморохова, (в) вдова Татьянка Родионова дочь Савинская жена Сормечникова, (в) Левон Семенов сын, (в) Петр Фралев сын, (в) Лука Данилов сын, (в) Обрамко Иванов, прозвищо Молыга, (в) Гриша Романов, (в) Микитка Григорьев сын, (в) перевозник Радивонко Микифоров, (в) вдова Анница Семенова дочь Богдановская жена Мясоедова, (в) Непыта Софонов, (в) вдова Анница Семенова дочь Богдановская жена Мясоедова, (в) Васка Кирилов кузнец, (в) Офоня Софонтьев, (в) земской дьячок Гриша Губанов, (в) Сенка Дмитреев Секирин, (в) Иванко Никитин серебряник, оброку по писцовым книгам 2 рубли и 4 алтына; да 15 мест дворовых; да у того рядку сеяно пашни 2 чети с осминою ржи, а сеял тое рожь Петр Есюков, а в писцовых книгах та пашня не написана.»— [РГАДА, Ф.1209, Оп. 1, № 968, лл. 545, 545об.]
И в отдельных книгах июля 1586 года отдела Романа Остафьевича Долгорукова, подьячих Богдана Седлякова и Максака Семенова.

«Отделено Григорью Микитину сыну Муравьева в его оклад 500 чети к прежней дачи ко 167 четвертям без трети.

На Погосте на Прибуже вопче с Офонасьем с Краснослеповым на Григорьеву выть: (в) Якуш Фомин, (в) Фомка Дм[и]треев, пашни в поле 10 чети, а в дву по тому же, сена 63 копны, живущего пол обжи да пустого обжа без чети.

[...]

Да на Погосте же на Прибуже на реке на Плюсе в долу вопче с Офонасьем с Краснослеповым рядок, а  в нем живут люди молотчие торговые, на Григорьеву выть двор пуст, бывал судной, (в) Иванко Микитин серебряник, (в) Сейко Дмитреев Секирин, (в) земской диячок Гр[иша] Губанов Нос, (в) Офонка Софонтьев Кривой, (в) В[аска Ки]рилов кузнец, (в) вдова Анница Семенова [дочь Богданов]ская жена, (в) Непытлико Софонтьев, (д)р пуст Анницы Богдановской жены, (в) Родивонко Микифоров перевозщик, (в) Обрамко Иванов Малыга, да у того ж рядку пашенные земли на две чети с осминою, и тое землю верстати им же собою с Офонасьем по двором. Да на Григорьеву ж выть на реке на Плюсе половина перевозу.

[...]

Да на Погосте ж на Прибуже церковь Преображенье Спасово, а ставили тое церковь всею волостью крестьяне на вопчей земли и на церковной земли: (в) поп Тимофей Павлов, (в) диячок Сенка Павлов, (в) понамарь Сидорко Семенов, (в) проскурня Окулинка Ильина, пашни церковные 4 чети, а в дву по тому ж, сена 20 копен, а в обжи та земля не положена, а дали тое землю и сенной покос крестьяне Прибужского погоста из своих деревень после писцов. Да на погосте ж место, где был гостин двор, ставились на нем и торговали, приезжая из городов, гости. От Преображенье ведни в длину дворового места 30 сажень, а поперег 25 сажень, и то место дали писцы под огороды пахати Преображенскому попу с соборяны до Государева указу.

[...]

[Описание крестьянского участка помещика Офонасья Семенова сына Краснослепова на Погосте Прибуже утрачено]

[...]

Да на Погосте ж на Прибуже на реке на Плюсе в долу вопче з Григорьем же с Муравьевым рядок, а в нем живут люди молотчие торговые, на Офонасьеву выть: (в) Фока Селев, (в) Миша Денисьев Шулятников, (в) вдова Татьянка Горшечникова жена да Фетка сапожной мастер, да двор пуст, (в) Левонко Семенов, (в) Петрушка Фролов, (в) Лучка Данилов, (в) Гриша Романов, (в) Микитка Нос, да у того ж рядку пашенные земли на 2 чети с осминою, и тое землю верстати им меж собою з Григорьем по двором. Да на Офона[сь]е[ву] выть на Плюсе реке половина перевозу.»— [РГАДА, Ф.1209, Оп. 1, № 968, лл. 575 об.-577; 580, 580 об.]
28 июня 1753 года Копорского полка полковник Иван Стефанов сын Хвостов подал прошение Екатерине Петровне о разрешении построить на погосте Прибуже каменную церковь. Новая церковь была построена и освящена «при Елизавете Петровне, при Стефане, архиепископе Великаго Новгорода и Великих Лук, 1755 года, октября 7 дня, индикта 3-го, Череменецкаго монастыря игуменом Иоилем.» Помимо этого приходского храма, в Прибужском Погосте раньше стояла ещё церковь помещиков Хвостовых во имя святой Живоначальной Троицы, в 1821 году она сгорела. Преображенский же храм существует и в настоящее время. Более 40 лет в нём служил (с апреля 1960 года) архимандрит Лев (Дмитроченко), скончавшийся 23 августа 2008 года на 77-м году жизни; похоронен при церкви.